# 문암생태공원
문암생태공원은 2004년에 충청북도 청주시 흥덕구 문암동에 지어진 공원이다.

## 역사

### 설립 배경
청주시의 문암 쓰레기 매립장은 1994년에 매립을 시작한 후 2000년 폐쇄되어 있었다. 그리고 2002년부터 2009년 1월까지 복토를 했다. 2004년 7월 23일 청주시는 무심천을 생태공원으로 만들 것이라는 계획을 발표했다. 문암쓰레기매립장에 지어진 이유는 혐오시설 쓰레기 메립장을 짓는 대신 여가 시설을 짓겠다는 것이다. 2006년 9월 9일에 청주시는 시비 약 125억 원으로 2008년 말까지 약 21만 ㎡를 조성할 계획이라고 밝혔다.

### 공사
생태공원은 146억 원으로 조성될 계획이었으며, 2008년 5월 30일 공사가 본격적으로 시작되었다. 2010년 1월 9일 개장하였다.

## 시설
문암생태공원에는 놀이터와 무심천을 건널 수 있는 길과 또한 사람들이 자유롭게 쉴 수 있는 쉼터가 있다. 그리고 자연에 대해 보존하기 위한 건물도 있다.

## 장점
풀과 나무가 주변을 감싸고 쓰레기가 없고 깨끗해서 자연을 보호하고 환경문제를 해결할 수 있는 좋은 방법을 보여주고 있는 공원이다.

## 같이 보기
- 무심천
- 나무
- 자연
- 환경문제
- 생태